# Клодель, Камилла
Ками́лла Клоде́ль (фр. Camille Claudel; 8 декабря 1864, Фер-ан-Тарденуа — 19 октября 1943) — французский скульптор и художница-график; старшая сестра поэта и дипломата Поля Клоделя, ученица и возлюбленная скульптора Огюста Родена.

## Биография

### Ранние годы
Родилась в Фер-ан-Тарденуа на севере Франции вторым ребёнком в мелкобуржуазной семье. Её отец, Луи Проспер, занимался торговыми и банковскими операциями. Мать Луиза Атанис Сесиль Серво была из семьи фермеров-католиков и священнослужителей.
Семья переехала в Вильнёв-сюр-Фер, когда Камилла была ещё ребёнком. Именно там, в 1868 году, родился младший брат Камиллы, Поль Клодель. Семья много раз переезжала, но летом возвращалась в Вильнёв-сюр-Фер. Строгий ландшафт этого региона оказал огромное влияние на детей.
В 1881 году мать Камиллы с детьми (её сёстрами и братом) перебралась в Монпарнас, округ Парижа, оставив отца, который, однако, помогал семье материально.

### Творческий период
Очарованная с детства камнем и глиной, повзрослев, Камилла поступает в академию Коларосси, где обучается у скульптора Альфреда Буше (в то время женщинам было запрещено поступать в школы изящных искусств). В 1882 году Камилла с другими девушками (Ёлкой Розен), в основном англичанками, арендует мастерскую.
Именно здесь она в 1883 году знакомится с Огюстом Роденом, который преподаёт скульптуру ей и её друзьям. Вскоре она начинает работать в мастерской Родена. Девушка становится для него источником вдохновения, его моделью, ученицей и любовницей. При этом Камилла никогда официально не жила с Роденом, который не хотел обрывать свои 20-летние отношения с Розой Бёре.
Хотя Камилла забеременела, детей от Родена она не имела — потеряла ребёнка в результате несчастного случая, что повергло её в глубочайшую депрессию. Семья Камиллы переживала за неё, особенно мать, которая никогда не одобряла стремления дочери к искусству. В результате Камилла покинула родной дом. В 1893 году произошёл разрыв с Роденом, хотя они продолжали встречаться вплоть до 1898 года.
С 1903 года она начинает выставлять свои работы (во Французском салоне искусств и в Осеннем салоне). Было бы огромным заблуждением считать, что Камилле помогла только лишь связь с Роденом. В сущности она была блестящим скульптором, достаточно самобытным и независимым. Известный критик Октав Мирбо сказал о ней: «Бунт против природы: женщина — гений!». В первые годы XX века у Клодель было множество покровителей, дилеров; её работы имели коммерческий успех — таким образом, у неё не было необходимости греться в лучах славы другого.
В её ранних работах заметно значительное влияние Родена, но, кроме того, они отмечены динамической композицией, мятущейся страстностью и, конечно, удивительной, будто льющейся плавностью линий. Скульптуры «Бронзовый Вальс» (1893) и «Эпоха Зрелости» (1900) — это мощная аллегория её разрыва с Роденом, а фигура «Умоляющая» — автопортрет Камиллы.
Её работы из оникса и маленькие бронзовые статуэтки («Волна», 1897) были сознательным отходом от её раннего «роденовского» периода, с утонченным и декоративным исполнением, отличным от «героического» чувства предыдущих работ.

### Болезнь
С 1905 года Камилла Клодель страдала нервно-психическими расстройствами. Она уничтожила почти все свои работы и, согласно некоторым предположениям, проявляла признаки паранойи. Ей был поставлен диагноз «шизофрения».
Сама Камилла обвинила Родена в том, что он украл у неё творческие решения.
После свадьбы брата, религиозного писателя Поля Клоделя (он помогал ей материально) и его возвращения в Китай в 1906 году, она жила уединённо в своей мастерской.

### В изоляции
Отец, всегда одобрявший выбор дочери, пытался помочь Камилле и поддерживал её морально и финансово. Когда он умер 2 марта 1913 года, Камилле о его смерти не сообщили.
10 марта 1913 года по инициативе брата она была помещена в психиатрическую больницу в городе Вилле-Эдвард в Нэйли-сюр-Марна. Обычно утверждается, что Камилла дала на это согласие, но дело в том, что документ о согласии на помещение в психиатрическую больницу был подписан только врачом и братом.
Некоторые историки полагают, что Поль Клодель, также художник, не выдержав пребывания в тени её славы, решил таким способом избавиться от сестры. Есть источники, согласно которым Камилла, хотя и имела психопатические вспышки, была в абсолютно ясном сознании, когда создавала свои скульптуры. Врачи пытались убедить её семью, в том числе и брата, что нужды держать Камиллу в больнице нет, но тем не менее они решили держать её там.
В 1914 году в связи с продвижением немецких войск пациенты Вилле-Эдвард были переведены в Энгъе. 7 сентября 1914 года Камилла вместе с другими пациентками была переведена в больницу Монтедеверже в шести километрах от Авиньона.
Больничная карточка из Монтедеверже датируется 22 сентября 1914 года; из неё следует, что пациентка страдает «от систематического расстройства сознания на основе ложных толкований и галлюцинаций».
В то же время в прессе обвиняют семью Камиллы в уничтожении гения скульптора. Мать запрещает ей получать почту от кого-либо, кроме брата.
Больничные сотрудники регулярно предлагают семье освободить Камиллу, но мать каждый раз отказывается. 1 июня 1920 года врач Брюне направил письмо её матери, пытаясь вернуть Камиллу в семью. Ответа не последовало.
Поль Клодель посещал сестру раз в несколько лет, но упорно говорил о ней только в прошедшем времени. В 1929 году её посетила подруга юности Джесси Липскомб.
За все 30 лет, проведённые в клинике Монтедеверже, её ни разу не навестили ни мать, ни сёстры.
Камилла Клодель скончалась 19 октября 1943 года. Похоронена на кладбище Монтафет.

## Образ в искусстве
- Существует мнение, что Камилла Клодель и Огюст Роден являются прототипами пьесы Генрика Ибсена «Когда мы, мёртвые, пробуждаемся» (1899).
- В 1982 году во Франции издан документальный роман Анн Дельбе «Камилла Клодель, женщина», который был переведен на 27 языков. Роман также несколько раз адаптировался для театра; в частности, Анн Дельбе поставила спектакль под названием «Реквием по Камилле Клодель» в Theatre de la Contrescarpe, Париж.
- В 1988 году режиссёр Брюно Нюиттен снял художественный фильм «Камилла Клодель» о жизни скульптора и её сложных взаимоотношениях с Роденом (в главных ролях — Изабель Аджани, также выступившая сопродюсером ленты, и Жерар Депардьё). Фильм получил 5 премий «Сезар», в том числе как лучший фильм года, и имел две номинации на премию «Оскар» (в категориях «Лучшая актриса» и «Лучший фильм на иностранном языке»). За исполнение роли Камиллы Клодель Изабель Аджани получила приз Берлинского кинофестиваля.
- В 2000 году в Национальном балете Марселя французский хореограф Мари-Клод Пьетрагалла поставила балет «Сакунтала», вдохновившись скульптурой Камиллы Клодель (в том же году запись спектакля вышла на DVD). Также Клодель, наряду с Розой Бёре, является одной из главных героинь балета российского хореографа Бориса Эйфмана «Роден, ее вечный идол», премьера которого состоялась в 2011 году.
- В 2013 году режиссёр Брюно Дюмон снял художественный  фильм «Камилла Клодель, 1915». Главную роль сыграла Жюльет Бинош; премьера состоялась на Берлинском кинофестивале.
- В 2017 году вышел художественный фильм — драма «Роден» режиссёра Жака Дуайона, где роль Камиллы Клодель сыграла Изиа Ижлен.

## Наследие
В 2014 году во Франции отдельной книгой изданы 36 писем Камиллы Клодель.
В марте 2017 года в городе Ножан-сюр-Сен был открыт Музей Камиллы Клодель, в котором выставлено около половины из девяноста сохранившихся работ художницы (статуи, эскизы и рисунки). В Музее Родена в Париже есть отдельный зал, посвященный творчеству Клодель.

### на французском языке
- Claudel, Camille, Correspondance, Gallimard, 2014, 368 pages, ISBN 978-2-0701-4325-2

- Ayral-Clause, Odile, Camille Claudel. Sa vie, Hazan, 2008, 352 pages, ill., ISBN 978-2-7541-0264-3
- Bazaille, Bénédicte et Collignon, Daphné (Illustrations), Camille Claudel, la rage de sculpter, Bayard Jeunesse, 2019, 48 pages, ill., ISBN 979-1-0363-0390-6
- Bona, Dominique, Camille et Paul, Poche, 2008, 448 pages, ill., ISBN 978-2-2531-2168-8
- Burillo, Pablo Jiménez; Rivière, Anne et Gaudichon, Bruno, Camille Claudel: (1864—1943), Gallimard, 2008, 424 pages, ill., ISBN 978-2-0701-2041-3
- Delbée, Anne, Une femme, Camille Claudel, Presses de la Renaissances, 1982, 503 pages, ill., ISBN 978-2-8561-6242-2
- Faracci, Pascal; Gaudichon, Bruno et  Héran, Emmanuelle, Camille Claudel: Au miroir d’un art nouveau, Gallimard, 2014, 256 pages, ill., ISBN 978-2-0701-4738-0
- Fellous, Colette, Camille Claudel, Fayard, 2018, 240 pages, ill., ISBN 978-2-2137-0226-1
- Foggia, Monica et  Marzadori, Martina, Camille Claudel, Seuil,  2023, 128 pages, ill., ISBN 978-2-0214-9642-0
- Paris, Reine-Marie, Camille Claudel: 1864—1943, malade mentale,  Gallimard, 1984, 383 pages, ill., ISBN 978-2-0701-1075-9
- Paris, Reine-Marie et Pinet, Hélène,  Camille Claudel: Le génie est comme un miroir, Découvertes Gallimard, 2003, 128 pages, ill., ISBN 978-2-0707-6479-2